# Пущава (Мокроног–Требелно)
Пущава (словен. Puščava) — поселення в общині Мокроног-Требелно, регіон Південно-Східна Словенія, Словенія.